# یوآخیم فرانک
یواکیم فرانک (آلمانی: Joachim Frank؛ زادهٔ ۱۲ سپتامبر ۱۹۴۰) دانشمند زیست‌فیزیک دانشگاه کلمبیا است که برنده جایزه نوبل شیمی سال ۲۰۱۷ شده‌است.
وی همچنین در سال ۲۰۱۴ برندهٔ نشان بنجامین فرانکلین شده‌است.